# Colchagua

Logo van Colchagua

Colchagua is een provincie van Chili in de regio Libertador General Bernardo O'Higgins. De provincie telde 222.556 inwoners in 2017 en heeft een oppervlakte van 5678 km². Hoofdstad is San Fernando.

## Gemeenten
Colchagua is verdeeld in tien gemeenten:
- Chépica
- Chimbarongo
- Lolol
- Nancagua
- Palmilla
- Peralillo
- Placilla
- Pumanque
- San Fernando
- Santa Cruz